# Nalméfène
Le nalméfène, connu à l'origine sous le nom de nalmétrène et commercialisé sous les noms de Revex aux États-Unis et Selincro en Europe, est un antagoniste des récepteurs opioïdes développé dans les années 1970 et utilisé principalement dans la gestion de la dépendance à l'alcool et également étudié pour le traitement des autres dépendances comme le jeu pathologique.
Il doit être initié uniquement chez les patients qui n’ont pas réussi, 2 semaines après l’évaluation initiale, à réduire leur consommation d’alcool malgré les conseils donnés.
Ce médicament fait l'objet d'une surveillance renforcée. Les autorités sanitaires françaises souhaitent en effet pouvoir disposer de données complémentaires : les médecins et patients sont sollicités à déclarer de manière systématique les éventuels effets indésirables qui pourraient être liés.
Chaque comprimé pelliculé contient 18 mg de nalméfène (sous forme de chlorhydrate dihydraté).

## Histoire du médicament
Le nalméfène a été découvert comme antagoniste des récepteurs mu et delta du système opioïde par DeHaven-Hudkins et son équipe en 1990 et Emmerson et son équipe en 1994. Bart et son équipe ont découvert quant à eux qu'il était un agoniste partiel des récepteurs kappa en 2005. Il possède une autorisation de mise sur le marché européenne datant du 25 février 2013. Le nalméfène n'est pas encore commercialisé pour une utilisation dans la dépendance à l'alcool aux États-Unis.

## Évaluation de l'efficacité et de la sécurité de l'emploi
L'évaluation de l'efficacité et de la sécurité de l'emploi a fait l'objet de plusieurs études.

### Étude pilote par Masonet al.publiée en 1994
Un petit groupe de patients (21) dépendants à l’alcool a été traité de façon aléatoire à double insu pendant 12 semaines par le nalméfène à une dose quotidienne de 10 mg (7 personnes) / 40 mg (7 personnes) ou placebo (7 personnes). 
Les résultats ont montré une diminution significative du nombre de jours de consommation et le nombre de verres par jour chez les patients traités avec le nalméfène comparativement au placebo.

### Deuxième étude par Masonet al.
Il s'agit d'une étude sur une cohorte de 105 patients dépendants à l’alcool qui étaient abstinents au moment de l’entrée dans l'étude. Trente trois ont reçu le nalméfène à une dose de 20 mg / 80 mg par jour ou un placebo pendant 12 semaines. Une séance hebdomadaire de thérapie a également été proposée en plus du traitement.
Aucune différence significative n’a été mise en évidence entre les deux doses mais plus de patients ont rechuté avec le placebo (oddsratio [OR] 2,4 ; 95 % intervalle de confiance [IC] de 1,05 à 5,59 ) . 

### Troisième étude par Antonet al.
Deux cent soixante dix (270) patients abstinents de courte durée ont formé aléatoirement 4 groupes de traitements : nalméfène à 5 mg, 20 mg ou 40 mg ou placebo. Tous ont été suivis par thérapie. Après un suivi de 12 semaines, tous les patients avaient diminué leur consommation d’alcool mais aucune différence significative n’a été observée. 

### Étude de Karhuvaaraet al.
Elle comprend 403 patients et a duré 28 semaines .
Une intervention psychosociale de type BRENDA est associée à la prise du nalméfène ou du placebo. La consommation d’alcool a diminué dans les deux cas avec une réduction significativement plus importante observée chez les patients prenant le nalméfène. 
À la suite de l'étude de Karhuvaara, deux études internationales à grande échelle ont été réalisées  : 

### Étude ESENSE 1 (Mann et al.) en 2013
Elle a été conduite dans 4 pays  : Allemagne, Autriche, Finlande, Suède sur 604 personnes dépendantes à l’alcool pendant 24 semaines. 
Le traitement était :
- soit du nalméfène 18 mg (306 personnes) ;
- soit un placebo (298 personnes).

 Dans les deux cas la thérapie psychosociale BRENDA était associée. 
Résultats :
- entre le début et 6 mois : modification du nombre de jours de forte consommation par mois, et modification de la consommation totale d’alcool ;
- à 6 mois, réduction significative du nombre de jours de la consommation d’alcool  pour le traitement au nalméfène par rapport au placebo.

### Étude ESENSE 2
La méthode est similaire à celle utilisée pour ESENSE 1 et réalisée dans 7 autres pays avec 718 patients :
- pour 360 d’entre eux, traitement par placebo ;
- pour 358 personnes, traitement par nalméfène.

 Les résultats ont démontré une efficacité supérieure du nalméfène par rapport au placebo au regard du nombre de jours de forte consommation d’alcool et de la consommation totale d’alcool. 

## Préparation du chlorhydrate de nalméfène
Il s'agit d'un procédé de fabrication du chlorhydrate de nalméfène à partir de la naltrexone. Il est particulièrement bien adapté pour une application industrielle à grande échelle, et s'est avéré efficace, pour donner un rendement élevé et pour obtenir un chlorhydrate de nalméfène de haute pureté. 
Ce brevet concerne un procédé amélioré pour la production de chlorhydrate de nalméfène [17- (cyclopropylméthyle) -4,5- alpha-époxy-6-methylenemorphinan- chlorhydrate de 3,14-diol] à partir de la naltrexone [17- (cyclopropylméthyl) -4,5 -alpha- époxy-3,14-dihydroxy-morphinane-6-one] par la réaction de Wittig (c'est une méthode bien connue pour la préparation de synthèse d'oléfines).
La procédure de la réaction de Wittig peut être divisée en deux étapes :
- Dans la première étape, un ylure de phosphore est préparé en traitant un sel de phosphonium avec une base convenable ;
- Dans la seconde étape, on fait réagir l'ylure avec un substrat contenant un groupe carbonyle pour donner l'alcène souhaité.

### Première préparation réalisée par Hahn et Fishman en 1975
La préparation de nalméfène par la réaction de Wittig a déjà été divulguée par Hahn et Fishman. Dans leur procédé, la naltrexone est mise à réagir avec l'ylure de méthylène triphénylphosphorane, qui est préparé par traitement de bromure de méthyl triphénylphosphonium avec l'hydrure de sodium (NaH) dans du diméthylsulfoxyde (DMSO).   
Aux fins d'application industrielle, la méthode décrite par Hahn et Fishman a l'inconvénient d'utiliser un grand excès d'ylure, de telle sorte qu'une très grande quantité de phosphore est obtenue et celle-ci doit être éliminée pour que  le nalméfène soit sous forme pure. En outre, le NaH utilisé pour préparer l'ylure est difficile à manipuler à l'échelle industrielle car il est hautement inflammable. L'utilisation de NaH dans du DMSO est également bien connue pour donner lieu à des réactions d'emballement indésirables. La procédure de réaction de Wittig décrite par Hahn et Fishman donne le nalméfène sous la forme de la base libre. La base libre est finalement isolée par chromatographie, ce qui n'est pas idéal pour les applications industrielles.

### Procédé de production du nalméfène adapté à l'échelle industrielle

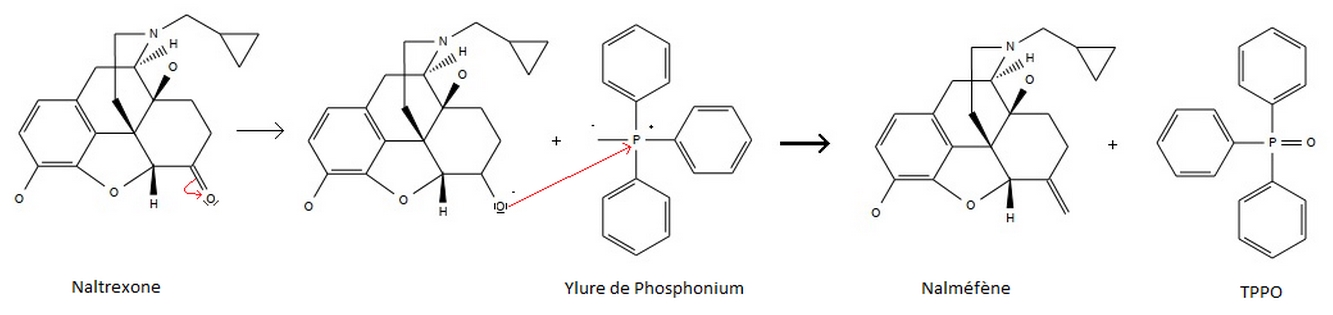
Mécanisme d'action de la réaction permettant d'obtenir le nalméfène à partir du naltrexone.

La présente invention concerne un procédé de préparation du nalméfène à partir de la naltrexone dans une réaction de Wittig, dans lequel le 2-méthyltétrahydrofurane (MTHF) est utilisé à la fois dans la formation d'un ylure de phosphore et dans la réaction subséquente entre l'ylure et la naltrexone.  
L'ylure est amené à réagir in situ avec la naltrexone pour donner le nalméfène et l'oxyde de triphénylphosphine (TPPO). 
Le procédé de production du nalméfène permettant d'obtenir un produit pur réalisable à l'échelle industrielle est indiqué ci-dessous : 
- Dans un premier temps, il y a la préparation d'un ylure de phosphore. Celle-ci s'effectue à partir du mélange d'un sel de phosphonium approprié comme un sel de triphénylméthyle (préférentiellement bromure de méthyltriphénylphosphonium (MTPPB)), avec le MTHF et une base appropriée. La réaction se fait sous agitation pendant une durée d'environ 2 heures ;
- Dans un deuxième temps, on ajoute un mélange de naltrexone et de MTHF au mélange précédent. La conversion de la naltrexone en nalméfène se réalise pendant une durée d'environ 5 heures.

Il y a ensuite une séparation à réaliser qui n'est pas décrite ici.

## Mode d'action

### Métabolisme
Le nalméfène est métabolisé par le foie, principalement par la glucurono-conjugaison qui permet de le solubiliser et de l'excréter dans l'urine. Chez certains sujets, il est suggéré que le nalméfène subit un cycle entérohépatique (résultats obtenus à la suite de profils de concentration plasmatique-temps).

### Système opioïde endogène et la dépendance à l'alcool
L’addiction à l’alcool est un processus complexe impliquant de nombreux systèmes neurobiologiques. Chez la personne dépendante à l’alcool, il existe un déséquilibre entre les voies des endorphines (et de leur récepteur mu) et celles de la dynorphine (et de leur récepteur kappa). Il y a une hypoactivité de la voie endorphine-récepteur mu et une hyperactivité de la voie dynorphine (en)-récepteur kappa. Le renforcement de la voie dynorphine-récepteur mu fait partie des processus opposants qui correspondent à une adaptation de type « anti-récompense » que le cerveau met en place pour s’opposer aux effets de la consommation chronique d’alcool. Ce renforcement contribue à l’état émotionnel négatif et à la dysphorie. Le patient ressent alors un mal-être en l’absence d’alcool. Pour réduire cet état dysphorique, il consomme de l’alcool (désir de soulagement) qui favorise notamment la libération d’endorphines et de dynorphines (en) qui vont stimuler les récepteurs mu et kappa. En raison du déséquilibre endorphine-récepteur mu et dynorphine (en)-récepteur kappa, le patient n’arrive pas à retrouver un mieux-être permanent. Il est alors obligé de continuer à boire. Parallèlement, le cortex préfrontal perd son rôle de contrôle sur le système de récompense ce qui favorise ainsi la prise répétée d’alcool. La motivation à consommer l’emporte sur le contrôle de sa consommation.

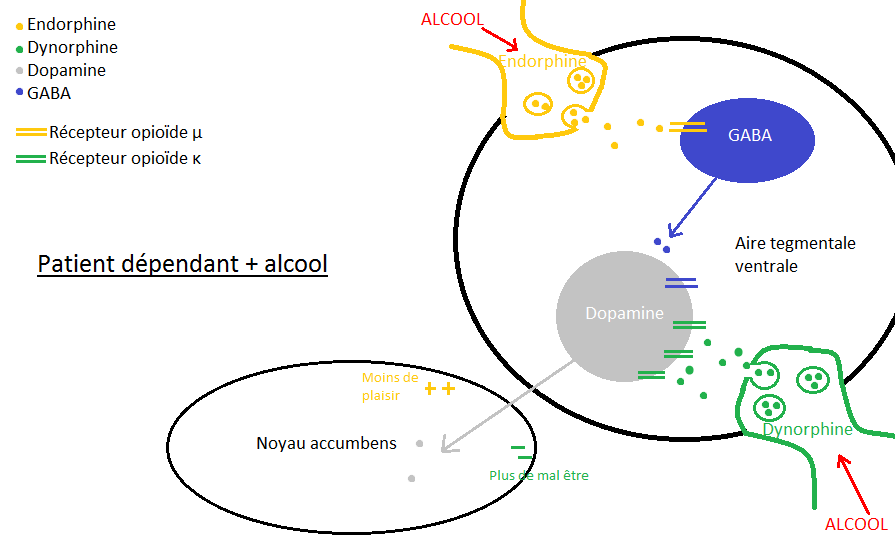
Schéma expliquant l'action de l'alcool sur le système opioïde.

### Effet du nalméfène sur le système opioïde
Il s’agit d’un modulateur du système opioïde, antagoniste des récepteurs opioïdes mu (μ) et delta (δ), agoniste partiel des récepteurs opioïdes kappa (к) (figure). Son affinité pour ces 3 récepteurs est plus importante que celle de la naltrexone. Lorsqu’on administre du nalméfène, on observe des modifications au niveau des transmissions opioïdergiques : une diminution du système mu, une augmentation du système kappa (à l’origine d’une dysphorie).

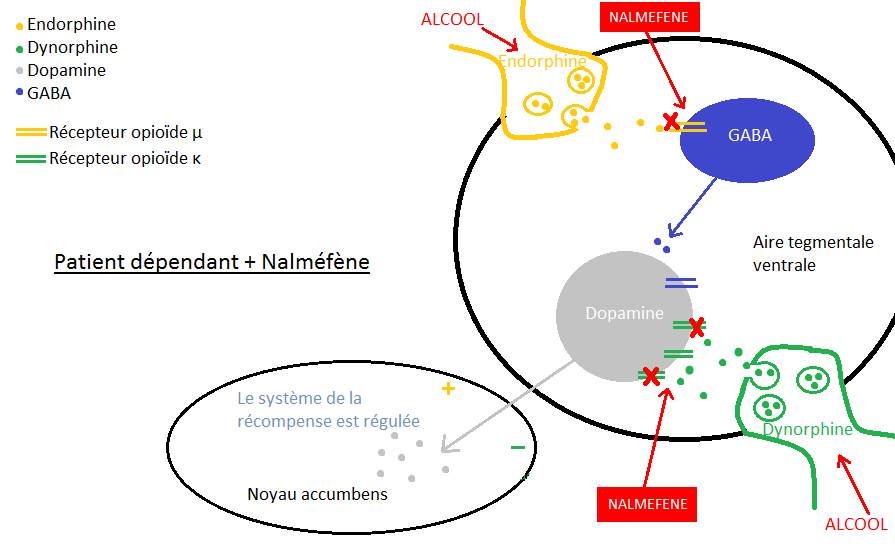
Schéma expliquant l'action du nalméfène sur le système opioïde.

### Lieu de fixation du nalméfène aux récepteurs opioïdes
Chez les opioïdes, les trois récepteurs delta, mu et kappa ont des séquences homologues. Les hélices trans-membranaires montrent environ 70 % de similitude, les hélices intracellulaires partagent 90 % d’homologie, alors que le N-terminal, EL-2 EL-3 et le C terminal ne présentent aucune homologie. On peut appliquer le concept du « message-adresse » qui établit que chaque ligand contient différents éléments de reconnaissance qui sont responsables de différentes activités. Les parties universelles du ligand représentent la partie « message » tandis que leur partie unique représente la partie adresse. Pour le nalméfène, le site phénolique et le site anionique représentent le message tandis que la région hydrophobe (les substituants sur le cycle du C) représente l’adresse.

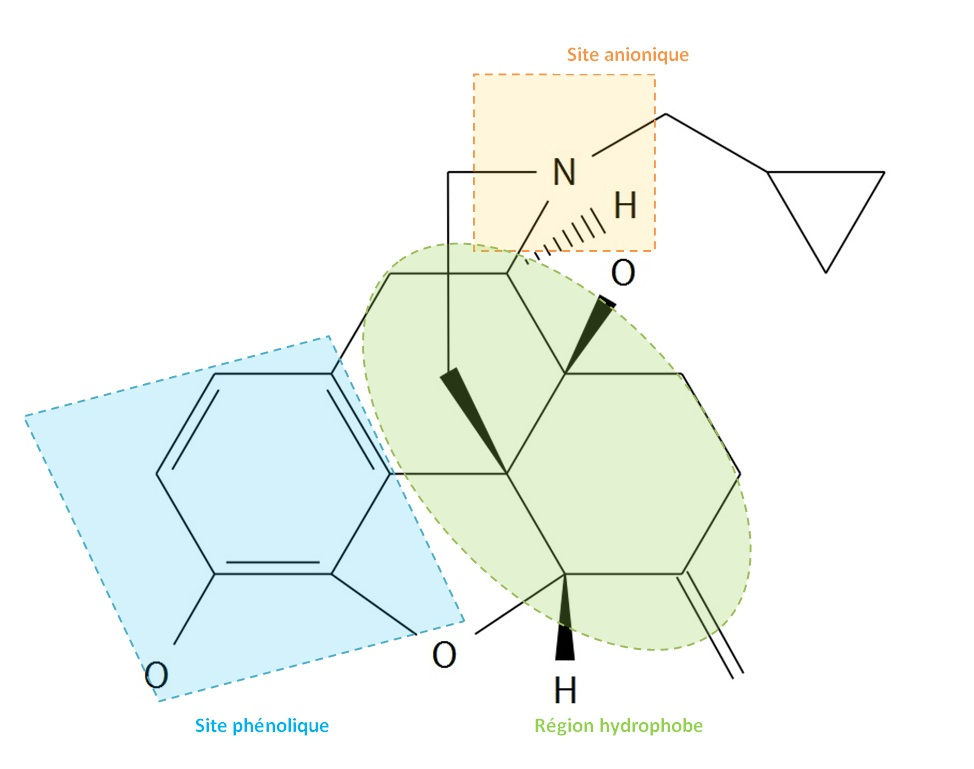
Schéma représentant les différents sites de fixation du nalméfène.

Son mode d'action concernant l'addiction à l'alcool passe par le renforcement positif induit par l'alcool sur la libération mésolimbique de dopamine et réduit ainsi la consommation d'alcool.

## Les effets indésirables
Ce sont essentiellement, :
- Les troubles du métabolisme et de la nutrition : diminution de l’appétit et perte de poids (fréquent) ;
- Les affections psychiatriques : insomnie (très fréquent) ; troubles du sommeil, état confusionnel, impatiences, baisse ou perte de la libido (fréquent) ; hallucinations (auditives, tactiles, visuelles et somatiques), dissociation (fréquence indéterminée) ;
- Les affections du système nerveux : sensation de vertige, céphalée (très fréquent) ; somnolence, tremblements, perturbation de l’attention, paresthésie et hypoesthésie (fréquent) ;
- Les affections cardiaques : tachycardie, palpitations (fréquent) ;
- Les affections gastro-intestinales : nausées (très fréquent) ; vomissements, sècheresse buccale (fréquent) ;
- Les affections de la peau et du tissu sous-cutané : hyperhidrose (fréquent) ;
- Les affections musculo-squelettiques : contractures musculaires (fréquent) ;
- Les troubles généraux : asthénie, malaises, sensation d’état anormal (fréquent).

La fréquence des effets indésirables est classée comme suit : très fréquent (≥ 1/10), fréquent (≥ 1/100 à < 1/10), peu fréquent (≥ 1/1000 à < 1/100), rare (≥ 1/10 000 à < 1/1 000), très rare (< 1/10 000), ou fréquence indéterminée (ne peut être estimée sur la base des données disponibles).
Les effets indésirables les plus fréquents (nausées, sensations vertigineuses, insomnies et céphalées) ont été dans leur majorité d’intensité légère ou modérée. Ils sont survenus à l’initiation du traitement et ont été de courte durée (de quelques heures à quelques jours), faisant penser à une psychose alcoolique, un syndrome de sevrage alcoolique ou un trouble psychiatrique comorbide. La plupart des effets indésirables ont disparu lors de la poursuite du traitement. Des états confusionnels et, plus rarement, des hallucinations ou dissociations ont été rapportées dans les études cliniques.

## Indication

### Alcool
Les études ont montré que le nalméfène entraîne une réduction de 40 % de la consommation totale d'alcool le premier mois et de plus de 60 % à la fin de l'étude (6 ou 12 mois), ce qui représente l'équivalent d'une bouteille de vin par jour. Aucun problème majeur n'a été relevé quant à la tolérance du produit.
Dans les essais cliniques utilisant ce médicament, les doses utilisées pour traiter l'alcoolisme étaient de l'ordre de 20  à   80 mg par jour par voie orale.
Les modalités de prise sont calquées sur la méthodologie des derniers essais cliniques.
Avant une éventuelle instauration de traitement, le médecin doit évaluer l’état de santé général du patient, sa dépendance à l’alcool et son niveau de consommation (d’après les indications du patient).
Le patient doit alors noter sa consommation d’alcool pendant les 2 semaines suivantes. Si le patient a maintenu une consommation trop élevée malgré les conseils donnés, il est alors possible d’instaurer un traitement par nalméfène.
La prise se fait à la demande du patient, « en cas de besoin », lorsqu’il ressent l’envie de consommer de l’alcool. La prise du comprimé se fait de préférence 1 à 2 h avant le moment où la personne est susceptible de commencer à boire. Il est donc nécessaire que le patient anticipe la prise d’alcool. Si le patient a commencé à boire sans avoir pris un comprimé de nalméfène, il est possible de le prendre dès que possible.
La prise de nalméfène peut être quotidienne mais la dose maximale est de 1 seul comprimé (de 18 mg) par jour.
Les données relatives à l’utilisation de ce traitement sont issues d’études menées sur 6 mois à 1 an. Au-delà de cette durée, il faut donc être prudent sur l’utilisation de ce traitement.
Le comprimé de nalméfène doit être administré par voie orale, il doit être avalé entier sans être divisé ni écrasé (le nalméfène peut provoquer au contact direct de la peau une réaction cutanée).

### Jeu pathologique
Les doses testées pour le traitement du jeu pathologique sont entre 20  et   100 mg par jour,.

## Surdosage
Certaines études ont utilisé des doses de nalméfène allant jusqu’à 90 mg/jour pendant 16 semaines ou encore 108 mg/jour pendant plus de 2 ans. Il n’a pas été observé de modification des effets indésirables dans ce contexte, cependant les données sont limitées,.
De plus, il a été rapporté que la prise d’une seule dose de 450 mg de nalméfène n’a entraîné de modification ni de la pression artérielle, ni du rythme cardiaque, ni du rythme respiratoire ni de la température corporelle.
La prise en charge d’un surdosage repose sur une surveillance médicale et un traitement symptomatique.

## Contre-indications
Ce sont , :
- Hypersensibilité à la substance active ou à l'un des excipients ;
- Patients prenant des analgésiques opioïdes ;
- Patients ayant des antécédents récents de dépendance aux opioïdes ;
- Patients présentant des symptômes aigus du syndrome de sevrage aux opioïdes ;
- Patients pour lesquels une consommation récente d'opioïdes est suspectée ;
- Patients présentant une insuffisance hépatique sévère (classification de Child-Pugh) ;
- Patients présentant une insuffisance rénale sévère (taux de filtration glomérulaire estimée [TFGe] < 30 ml/min/1,73 m2) ;
- Patient ayant un antécédent récent de syndrome de sevrage aigu à l'alcool (incluant hallucinations, convulsions et delirium tremens).

## Efficacité
D'après Prescrire, le nalméfène n'apporte pas de progrès thérapeutique par rapport à l'acamprosate ou à la naltrexone, traitement de référence.
D'après la commission de la transparence de la Haute Autorité de santé, le service médical rendu (SMR) est modéré et l'amélioration de service médical rendu est mineure.

## Interactions médicamenteuses
Aucune étude d'interaction médicamenteuse in vivo n'a été réalisée,. 
Sur la base d'études in vitro, aucune interaction cliniquement pertinente n'est attendue entre le nalméfène (ou ses métabolites) et des médicaments administrés en association, métabolisés par les enzymes CYP450 et glucuronosyltransférase (UGT) les plus courantes ou les transporteurs de membrane. 
Lors d'une utilisation occasionnelle, l'association avec des médicaments fortement inhibiteurs de l'enzyme UGT2B7 (en) (par exemple, diclofénac, fluconazole, acétate de médroxyprogestérone, acide méclofénamique) peut significativement augmenter l'exposition au nalméfène, cependant des conséquences sont peu probables. 
Lorsqu'un traitement à long terme associe le nalméfène et un inhibiteur puissant de l'UGT2B7, l'augmentation de l'exposition au nalméfène ne peut pas être négligée.  
D'autre part, l'administration concomitante d'un inducteur de l'UDP-glucuronosyltransférase (par exemple, dexaméthasone, phénobarbital, rifampicine, oméprazole) peut potentiellement induire une réduction de la concentration en nalméfène dans le sang. 
Lorsque le nalméfène est associé à des agonistes opioïdes (par exemple, certains types de médicaments contre la toux et le rhume, certains médicaments antidiarrhéiques ainsi que les analgésiques opioïdes), ceux-ci peuvent ne pas être efficaces. 
Il n'existe pas d'interaction médicamenteuse pharmacocinétique cliniquement pertinente entre le nalméfène et l'alcool. Une légère diminution des fonctions cognitives et psychomotrices semble survenir après l'administration de nalméfène. Cependant, l'effet de l'association de nalméfène et d'alcool n'excède pas la somme des effets de chacune des substances prises séparément. 
Une prise simultanée d'alcool et de nalméfène n'empêche pas les conséquences d'une intoxication aigüe à l'alcool.

## Comparaison avec la naltrexone
Le nalméfène est un dérivé opiacé similaire à la naltrexone par sa structure et son activité. Ses avantages par rapport à la naltrexone sont sa demi-vie plus longue, une plus grande biodisponibilité par voie orale et aucune toxicité hépatique dose-dépendante. Comme pour les autres médicaments de ce type, le nalméfène peut accélérer les symptômes aigus de sevrage chez les patients dépendants aux opioïdes, ou plus rarement lorsqu'il est utilisé en post-opératoire, contrer les effets des opioïdes utilisés en chirurgie,.
Le nalméfène est chimiquement distinct de la naltrexone. La substitution du groupe cétone en position 6 de la naltrexone par un groupe méthylène (CH2) permet au nalméfène d’augmenter considérablement son affinité de liaison avec son récepteur surtout kappa. 
Le nalméfène a ainsi une plus grande affinité pour les récepteurs aux opioïdes du sous-type kappa que la naltrexone. L’affinité du nalméfène pour les récepteurs kappa est en effet 5 fois plus forte (Ki =0,64 nM) que celle de la naltrexone (Ki = 4,8 nM). 
Il agit in vitro comme un agoniste partiel sur le récepteur kappa, tandis que la naltrexone n’a pas d’activité sur les récepteurs kappa. 
Une recherche préclinique comparant le nalméfène à la naltrexone a démontré que les deux ont une efficacité comparable pour réduire l’auto-administration d’alcool chez des animaux non dépendants même si un effet est observé à des doses plus faibles pour le nalméfène (0,1 mg/kg). On attribue cet effet à leur affinité similaire pour le récepteur opioïde mu et leur activité antagoniste. Sur des animaux dépendants, en revanche, qui présentent à la fois une dépendance psychologique et physique, le nalméfène a montré une efficacité supérieure à la naltrexone pour réduire leur auto-administration d’alcool. Il est supposé que l’efficacité supérieure du nalméfène sur les animaux dépendants serait due essentiellement aux différences d’affinité entre les deux molécules pour le récepteur kappa en faveur du nalméfène et au fait que seuls les rats dépendants présentent une hyperactivité de la voie dynorphine - récepteurs kappa. Cette plus grande efficacité du nalméfène relayée par une action au niveau des récepteurs kappa est confirmée lorsqu’un antagoniste spécifique des récepteurs kappa est utilisé. D’autre part, le nalméfène semble être moins hépatotoxique que la naltrexone.